# Đồng hồ 12 giờ
Đồng hồ 12 giờ là một quy ước thời gian trong đó 24 giờ trong ngày được chia thành hai khoảng thời gian: a.m. (từ tiếng Latin ante meridiem, dịch sang trước giữa trưa) và p.m. (từ tiếng Latin meridiem dịch sang sau giữa trưa). Mỗi giai đoạn bao gồm 12 giờ được đánh số: 12 (đóng vai trò là 0), 1, 2, 3, 4, 5, 6, 7, 8, 9, 10 và 11. Chu kỳ 24 giờ / ngày bắt đầu lúc 12 giờ đêm (thường được chỉ định là 12 giờ sáng), chạy suốt 12 giờ trưa (thường được chỉ định là 12 giờ đêm) và tiếp tục ngay trước nửa đêm vào cuối ngày. Đồng hồ 12 giờ được phát triển từ giữa thiên niên kỷ thứ hai trước Công nguyên đến thế kỷ 16 sau Công nguyên.
| 12 giờ                              | 24 giờ |
| ----------------------------------- | ------ |
| Nửa đêm 12 giờ đêm 12:00 SA         | 00:00  |
| 12:01 SA                            | 00:01  |
| 1:00 SA                             | 01:00  |
| 11:00 SA                            | 11:00  |
| 11:59 SA                            | 11:59  |
| Trưa 12 giờ trưa 12:00 CH           | 12:00  |
| 12:01 CH                            | 12:01  |
| 1:00 CH                             | 13:00  |
| 11:00 CH                            | 23:00  |
| 11:59 CH                            | 23:59  |
| Nửa đêm(kết thúc một ngày) 12:00 SA | 24:00  |

## Lịch sử và sử dụng

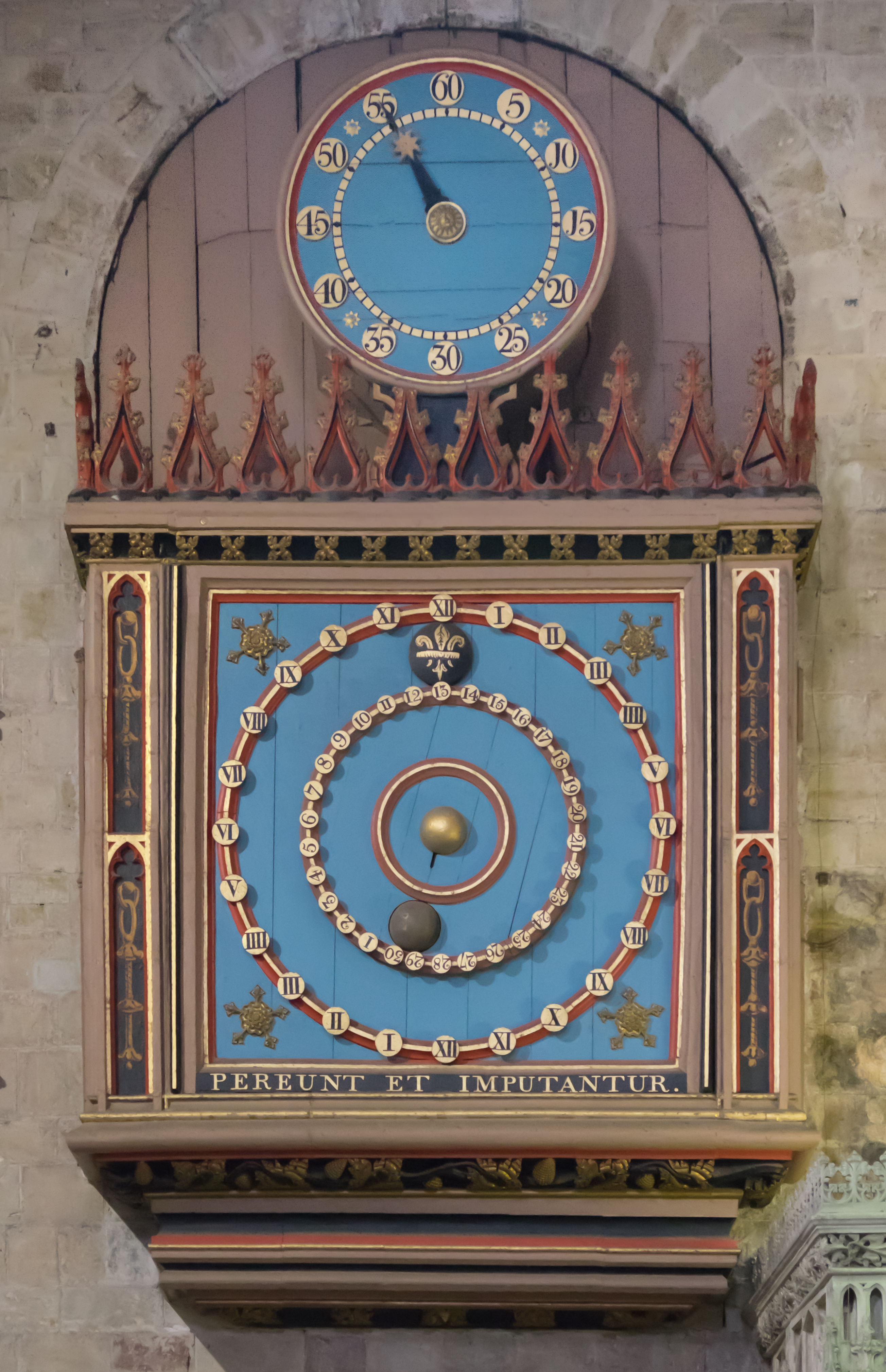
Đồng hồ thiên văn Exeter Cathedral, hiển thị sơ đồ đánh số kép XII

Sự phân chia ngày và đêm tự nhiên của một ngày theo lịch tạo thành cơ sở cơ bản để giải thích tại sao mỗi ngày được chia thành hai chu kỳ. Ban đầu có hai chu kỳ: một chu kỳ có thể được theo dõi bởi vị trí của Mặt trời (ngày), sau đó là một chu kỳ có thể được theo dõi bởi Mặt trăng và các vì sao (đêm). Điều này cuối cùng đã phát triển thành hai khoảng thời gian 12 giờ được sử dụng ngày hôm nay, bắt đầu từ nửa đêm (a.m.) và trưa (p.m.). Bản thân buổi trưa hiếm khi được viết tắt ngày hôm nay, nhưng nếu có, nó được ký hiệu là M.
Đồng hồ 12 giờ có thể được truy nguyên từ tận Mesopotamia và Ai Cập cổ đại. Cả đồng hồ mặt trời của Ai Cập để sử dụng vào ban ngày và đồng hồ nước Ai Cập để sử dụng vào ban đêm đã được tìm thấy trong lăng mộ của Pharaoh Amenhotep I. Khoảng năm 1500 TCN, những chiếc đồng hồ này chia thời gian sử dụng tương ứng của họ thành 12 giờ mỗi chiếc.
Người La Mã cũng sử dụng đồng hồ 12 giờ: ánh sáng ban ngày được chia thành 12 giờ bằng nhau (do đó giờ có độ dài khác nhau trong suốt cả năm) và đêm được chia thành bốn chiếc đồng hồ.
Đồng hồ cơ đầu tiên vào thế kỷ 14, nếu chúng có mặt số hoàn toàn, đã hiển thị tất cả 24 giờ bằng cách sử dụng mặt số tương tự 24 giờ, chịu ảnh hưởng của sự quen thuộc của các nhà thiên văn học với thiên văn và đồng hồ mặt trời và bởi mong muốn mô hình chuyển động rõ ràng của Trái đất xung quanh Mặt trời. Ở Bắc Âu, các mặt số này thường sử dụng sơ đồ đánh số 12 giờ bằng chữ số La Mã, nhưng hiển thị cả a.m. và p.m. giai đoạn theo trình tự. Đây được gọi là hệ thống XII kép, và có thể được nhìn thấy trên nhiều mặt đồng hồ còn sót lại, chẳng hạn như các hệ thống tại Wells và Exeter.
Ở những nơi khác ở Châu Âu, việc đánh số có nhiều khả năng dựa trên hệ thống 24 giờ (I đến XXIV). Đồng hồ 12 giờ đã được sử dụng trên khắp đế chế Anh.
Trong thế kỷ 15 và 16, hệ thống quay số và thời gian tương tự 12 giờ dần dần được thiết lập như một tiêu chuẩn trên khắp Bắc Âu để sử dụng chung. Mặt số tương tự 24 giờ được dành riêng cho các ứng dụng chuyên biệt hơn, chẳng hạn như đồng hồ thiên văn và đồng hồ bấm giờ.
Hầu hết các đồng hồ và đồng hồ analog ngày nay đều sử dụng mặt số 12 giờ, trên đó kim giờ ngắn hơn xoay một lần mỗi 12 giờ và hai lần trong một ngày. Một số mặt đồng hồ analog có vòng số bên trong cùng với vòng số từ 1 đến 12 tiêu chuẩn. Số 12 được ghép nối với 00 hoặc 24, trong khi các số từ 1 đến 11 được ghép nối với các số từ 13 đến 23, tương ứng. Sửa đổi này cho phép đồng hồ cũng được đọc trong ký hiệu 24 giờ. Loại đồng hồ 12 giờ này có thể được tìm thấy ở các quốc gia nơi đồng hồ 24 giờ được ưa thích hơn.
Trên máy tính, định dạng giờ thường đặt tùy vào khu vực được chọn trong hệ thống để hiển thị kiểu giờ là 24 giờ hay 12 giờ. Ví dụ, trên Windows, nếu chọn khu vực là Hoa Kỳ thì giờ sẽ có định dạng 12 giờ hoặc khu vực Vương quốc Liên hiệp Anh và Bắc Ireland thì sẽ chuyển sang định dạng 24 giờ.

## Viết tắt

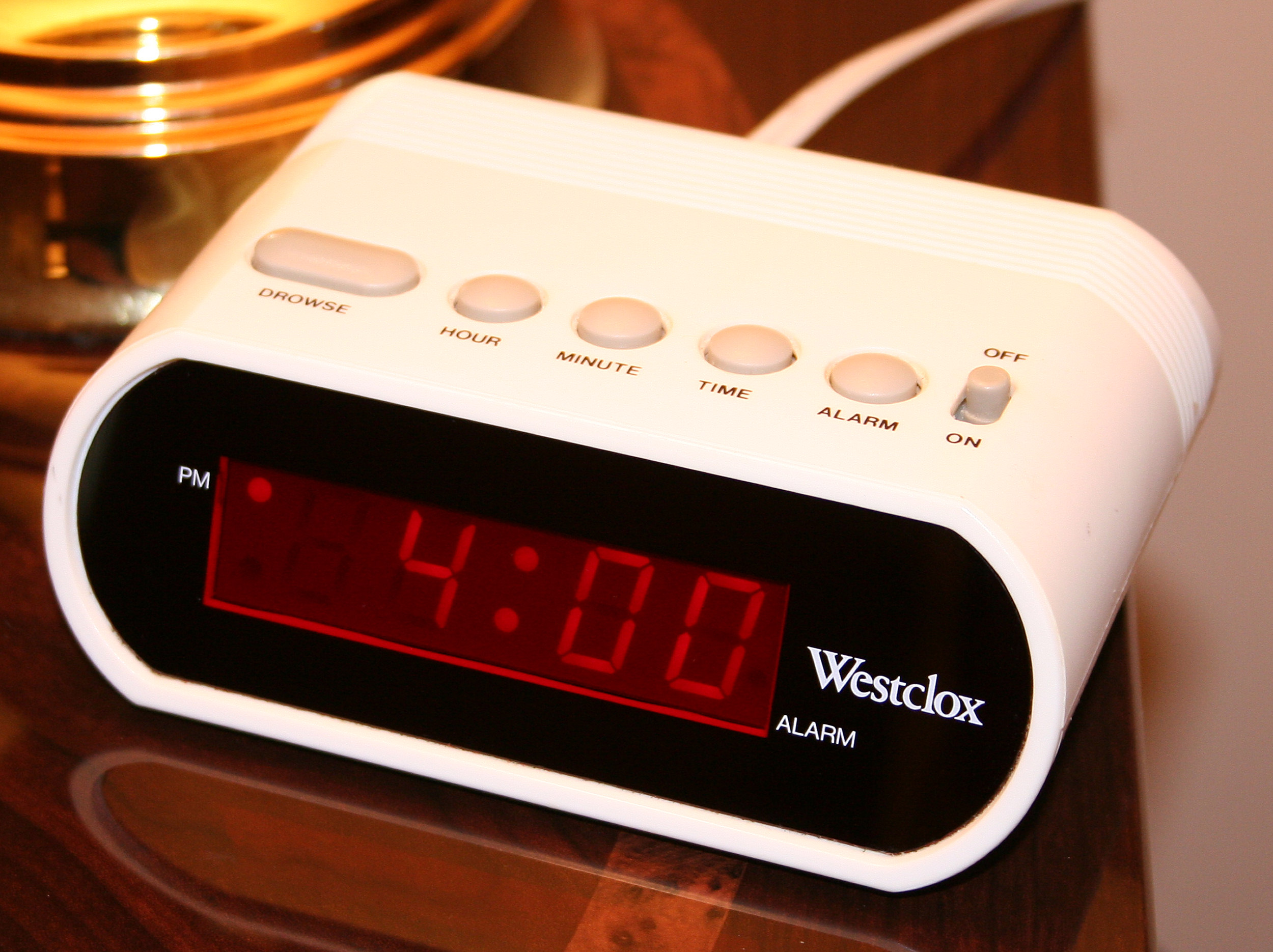
Đồng hồ báo thức 12 giờ kỹ thuật số điển hình cho biết buổi chiều với dấu chấm ở bên trái của giờ

Các chữ viết tắt Latinh a.m. và p.m. (thường được viết "am" và "pm", "AM" và "PM" hoặc "A.M." và "P.M.") được sử dụng bằng tiếng Anh và tiếng Tây Ban Nha. Tương đương trong tiếng Hy Lạp là π.μ. và μ.μ., trong tiếng Việt thì được viết tắt là "SA" và "CH". Tuy nhiên, giờ buổi trưa hiếm khi được viết tắt trong bất kỳ ngôn ngữ nào, thường được viết đầy đủ. Trong tiếng Bồ Đào Nha, có hai tùy chọn chính thức và nhiều tùy chọn khác được sử dụng, ví dụ: sử dụng 21:45, 21h45 hoặc 21h45min (chính thức) hoặc 21:45 hoặc 9:45 p.m. Ở Ireland, a.m. và i.n. được sử dụng, là cụm từ viết tắt của ar maidin ("vào buổi sáng") và iarnóin ("buổi chiều") tương ứng.
Hầu hết các ngôn ngữ khác thiếu chữ viết tắt chính thức cho "trước buổi trưa" và "sau buổi trưa" và người dùng của họ chỉ sử dụng đồng hồ 12 giờ bằng miệng và không chính thức. Tuy nhiên, trong nhiều ngôn ngữ, như tiếng Nga và tiếng Do Thái, chỉ định không chính thức là được sử dụng, chẳng hạn như "9 giờ sáng" hoặc "3 giờ đêm".
Khi viết tắt và cụm từ được bỏ qua, người ta có thể dựa vào bối cảnh câu và các quy tắc xã hội để giảm sự mơ hồ. Ví dụ: nếu một người đi làm vào lúc "9:00", 9:00 sáng có thể được ngụ ý, nhưng nếu một điệu nhảy xã hội được lên kế hoạch bắt đầu lúc "9:00", thì nó có thể bắt đầu lúc 9:00 tối.

## Lẫn lộn giữa trưa và nửa đêm
Không phải lúc nào cũng rõ ràng "12 giờ sáng" và "12 giờ trưa" biểu thị thời gian nào. Từ các từ Latinh meridies (giữa trưa), ante (trước) và sau (sau), thuật ngữ ante meridiem (sáng) có nghĩa là trước giữa trưa và sau meridiem (chiều) có nghĩa là sau giữa trưa. Vì "buổi trưa" (giữa trưa, kinh tuyến (m.)) Không phải trước cũng như sau, nên các thuật ngữ sáng và chiều không áp dụng. Mặc dù "12 m." đã được đề xuất như một cách để chỉ ra buổi trưa, điều này hiếm khi được thực hiện và cũng không giải quyết được câu hỏi làm thế nào để chỉ ra nửa đêm.
Từ điển Di sản Hoa Kỳ về Ngôn ngữ Anh cho biết "Theo quy ước, 12 giờ sáng biểu thị nửa đêm và 12 giờ đêm biểu thị buổi trưa. Vì khả năng nhầm lẫn, bạn nên sử dụng 12 giờ trưa và 12 giờ đêm."
EG Richards trong cuốn sách Thời gian lập bản đồ của mình đã cung cấp một biểu đồ trong đó 12 giờ sáng nghĩa là trưa và 12 giờ đêm nghĩa là nửa đêm.
Sổ tay phong cách của Văn phòng In ấn Chính phủ Hoa Kỳ sử dụng 12 giờ sáng cho buổi trưa và 12 giờ đêm cho đến nửa đêm cho đến khi xuất bản năm 2008, khi nó đảo ngược các chỉ định này và sau đó giữ lại thay đổi đó trong bản sửa đổi năm 2016.
Nhiều hướng dẫn kiểu Hoa Kỳ và trang web "Câu hỏi thường gặp (FAQ)" của NIST, khuyên rằng nên rõ ràng nhất nếu một trong đó đề cập đến "buổi trưa" hoặc "12 giờ trưa" và "nửa đêm" hoặc "12:00 nửa đêm" (thay vì "12:00 trưa" và "12:00 sáng"). Trang web của NIST tuyên bố rằng "12 giờ sáng và 12 giờ đêm là không rõ ràng và không nên được sử dụng."
Associated Press Stylebook chỉ định rằng nửa đêm "là một phần của ngày đang kết thúc, không phải là ngày đang bắt đầu."
Canada Press Stylebook nói, "viết buổi trưa hoặc nửa đêm, không phải 12 giờ trưa hoặc 12 giờ đêm." Các cụm từ như "12 giờ sáng" và "12 giờ đêm" hoàn toàn không được đề cập đến. Trang web "Câu hỏi thường gặp về thời gian" của Phòng thí nghiệm Vật lý Quốc gia của Anh nêu rõ "Trong trường hợp không thể dựa vào bối cảnh để đặt một sự kiện cụ thể, có thể trích dẫn cặp ngày đi ngang giữa đêm"; cũng "nên tránh các điều khoản 12 giờ sáng và 12 giờ đêm."
Tương tự như vậy, một số hướng dẫn kiểu Hoa Kỳ khuyên bạn nên làm rõ "nửa đêm" với các manh mối ngữ cảnh khác, chẳng hạn như chỉ định hai ngày mà nó rơi vào hoặc hoàn toàn không đề cập đến thuật ngữ. Ví dụ về phương pháp thứ hai, "nửa đêm" được thay thế bằng "11:59 tối" cho cuối ngày hoặc "12:01 sáng" để bắt đầu một ngày. Điều đó đã trở nên phổ biến ở Hoa Kỳ trong các hợp đồng pháp lý và lịch trình máy bay, xe buýt hoặc xe lửa, mặc dù một số lịch trình sử dụng các quy ước khác. Đôi khi, khi các chuyến tàu chạy đều đặn, mô hình có thể bị phá vỡ vào lúc nửa đêm bằng cách dời điểm khởi hành lúc nửa đêm một hoặc nhiều phút, chẳng hạn như 11:59 tối hoặc 12:01 sáng.

## Bài hát
- 12 giờ (Nguyễn Duy Hùng) (12 giờ trưa (12 A.M.))
- Không giờ rồi (Vinh Sử) (12 giờ đêm (12 P.M.))